# Virtueller Gefährte
Virtuelle Gefährten (engl. Virtual companions, manchmal auch Artificial Human Companions) sind eine Unterkategorie von Chatbots. Diese Bots können jede Art von Unterhaltung führen und selbständig weiterführen. Existierende Formen von virtuellen Gefährten sind Cleverbot, Microsofts Zo und Xiaoice oder Steve Worswicks Chatbot Mitsuku. Es handelt sich primär um Software-Entwicklungen, wobei manche virtuelle Gefährten auch physisch als Form eines Roboters in Erscheinung treten. Virtuelle Gefährten werden für Unterhaltungszwecke oder für andere Formen der Assistenz eingesetzt, beispielsweise zur psychologischen oder medizinischen Unterstützung oder um ältere Menschen in ihrem Alltag zu unterstützen.

## Existierende virtuelle Gefährten
Bereits sehr fortgeschrittene Formen von virtuellen Gefährten sind Microsofts Zo und Xiaoice und Steve Worswicks Chatbot Mitsuku. Ein Beispiel für eine psychologische Assistenz in Form einer virtuellen Gefährtin stellt Replika dar. Erste Entwicklungen in Richtung virtuelle Gefährten kann man beispielsweise bei der KI Cleverbot erkennen. Sie unterscheiden sich von virtuellen Assistenten wie Siri oder Google, indem sie nicht nur rein Aufgaben-orientiert sind, sondern ein Gespräch selbständig weiterspinnen und in jede Gesprächsrichtung einsetzbar sind. Erste Schritte in Richtung virtuelle Gefährten hat der Chatbot A.L.I.C.E. bereits 1995 gemacht.